# Громадин, Михаил Степанович
Михаи́л Степа́нович Грома́дин (27 октября [8 ноября] 1899, Краишево, Саратовская губерния — 4 июня 1962, Москва) — советский военачальник, видный участник Великой Отечественной войны, генерал-полковник (1943). Командующий войсками ПВО страны (1941—1943, 1946—1950). Заместитель народного комиссара обороны СССР (1941—1943).

## Биография
Родился 27 октября (8 ноября) 1899 года в селе Краишевка Аткарского уезда Саратовской губернии (ныне в составе Еланского района Волгоградской области) в бедной крестьянской семье. До семнадцатилетнего возраста работал на помещика.
В возрасте 19 лет, в сентябре 1918 года, вступил в ряды Красной Армии. С сентября 1918 года — красноармеец 3-го Крестьянского стрелкового полка 16-й стрелковой дивизии. Воевал на Южном фронте гражданской войны против войск генерала П. Н. Краснова. В бою в октябре 1919 года был тяжело ранен, после выздоровления направлен на учёбу и окончил 1-е Саратовские пехотные командные курсы в июне 1920 года. С июня 1920 — командир роты и батальона в 264-м стрелковом полку 41-й стрелковой дивизии, участник советско-польской войны. В сентябре 1920 года был вторично тяжело ранен. После этого ранения был комиссован, однако настоял на возвращении в ряды армии.
Назначен командиром роты, участвовал в подавлении Тамбовского восстания. С августа 1921 года служил в пограничной бригаде войск ОГПУ СССР, с апреля 1924 года — в Туркестанской стрелковой дивизии. Участник боевых действий в Средней Азии против басмачей.
В 1925 году стал курсантом Киевской объединённой школы командиров РККА имени С. С. Каменева, которую окончил в 1927 году. Вновь служил в Туркестане. В 1930 году поступил в Военную академию РККА имени М. В. Фрунзе, в 1933 году закончил её. С мая 1933 года — начальник штаба 13-го Туркестанского горнострелкового полка. С февраля 1934 года — начальник штаба 1-го территориального пулемётного полка Московского военного округа.
С апреля 1935 года и до конца службы — в войсках ПВО. С апреля 1935 года — помощник начальника отдела, с марта 1937 года — начальник отдела ПВО, с октября 1938 года — начальник оперативного отдела штаба Московского военного округа. Участник похода РККА в Западную Белоруссию в сентябре 1939 года. С января 1940 года — командир 1-го корпуса ПВО. С июня 1940 года — помощник командующего Московского военного округа по противовоздушной обороне.

Могила М. С. Громадина на Новодевичьем кладбище Москвы.

Участник Великой Отечественной войны с июня 1941 года в той же должности. Один из главных создателей мощного узла противовоздушной обороны Москвы, руководил отражением первого ночного налёта фашистской авиации на Москву 22 июля 1941 года и последующих налётов. С ноября 1941 года — командующий войсками ПВО страны — заместитель Народного комиссара обороны СССР по ПВО (при реорганизации наркомата обороны СССР 20 мая 1943 года выведен из числа заместителем наркома, оставаясь в должности командующего войсками ПВО страны). По личной инициативе Громадина, в январе 1942 года в войска ПВО была передана истребительная авиация, решавшая задачи противовоздушной обороны (до этого подчинялась командующему ВВС РККА); в апреле 1942 года Ставкой Верховного Главнокомандования было принято решение о формировании отдельных фронтов ПВО; созданы армии ПВО.
С июня 1943 года, после очередной реорганизации войск ПВО и передачи их в подчинение командующего артиллерией Красной Армии — командующий Западным фронтом ПВО, с апреля 1944 года — командующий Северным фронтом ПВО, с января 1945 года — командующий Центральным фронтом ПВО.
Многократно выезжал на фронты для личного руководства боевыми действиями частей ПВО на наиболее важных участках. Так, в 1942—1943 годах Михаил Степанович занимался организаций воздушной обороны под Воронежем, Сталинградом, на Кавказе. В июне-августе 1944 года войска Северного фронта ПВО под его командованием обеспечивали защиту с воздуха тыла советских фронтов, наступавших в Белоруссии и в Прибалтике, сбив за это время 196 немецких самолётов. В конце войны организовывал противовоздушную оборону объектов Люблина, Белостока, Познани, а при взятии советскими войсками Берлина — организовывал прикрытие столицы Германии от возможных ударов с воздуха.
Командующий «Салютом Победы» 9 мая 1945 года в Москве.
После окончания Великой Отечественной войны в 1945 году был назначен на должность командующего Центральным округом ПВО, а 26 апреля 1946 года после восстановления должности командующего войсками ПВО СССР, был назначен командующим войск ПВО. Все послевоенные годы Войска ПВО действовали в непростых условиях борьба за приоритет в деле противовоздушной обороны между командованием ВВС (поскольку ему подчинялась истребительная авиация) и командованием артиллеристами Советской армии (ему подчинялась зенитная артиллерия). В этих условиях Громадин выступал за создание ПВО как самостоятельного рода Вооружённых сил, поскольку такая борьба крайне негативно сказывалась на развитии ПВО. В 1948 году М. С. Громадин добился выведения войск ПВО из подчинения командующего артиллерией РККА и воссоздания ПВО как самостоятельного рода войск. С мая 1949 года учился на Высших академических курсах при Военной академии имени К. Е. Ворошилова. В мае 1950 года в связи с ухудшением здоровья, был переведён на должность генерал-инспектора ПВО Главной инспекции Советской Армии. Болезнь прогрессировала, и в сентябре 1954 года М. С. Громадин вышел в отставку.
Умер 4 июня 1962 года, похоронен на Новодевичьем кладбище.

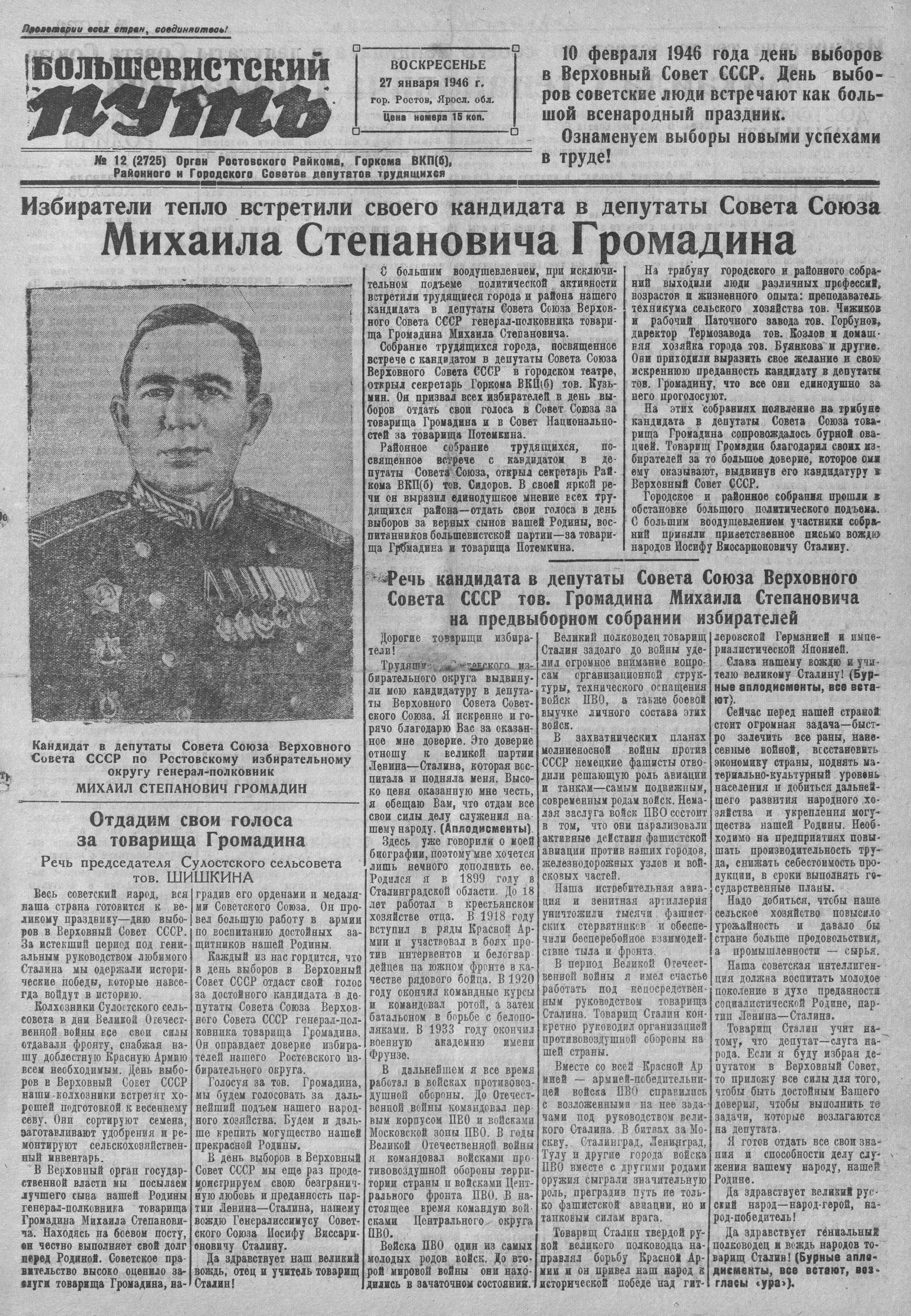
Статья о выдвижении в депутаты Верховного совета М. С. Громадина из газеты «Большевистский путь», Ростовского района Ярославской области

Член ВКП(б) с 1925 года. Депутат Верховного Совета СССР 2-го созыва (1946—1950).

## Награды
- Два ордена Ленина (18.11.1944, 21.02.1945)[4]
- Два ордена Красного Знамени (3.11.1944, 20.06.1949)
- Орден Суворова I степени (17.11.1945)
- Два ордена Кутузова I степени (28.01.1943, 22.02.1944)
- Орден Красной Звезды (22.02.1941)
- Медаль «За оборону Сталинграда» (1943)
- Медаль «За оборону Москвы» (1944)
- Юбилейные медали

## Воинские звания
- Майор (22.12.1935)
- Полковник (март 1938)
- Комбриг (31.12.1939)
- Генерал-майор (4.06.1940)
- Генерал-лейтенант (28.10.1941)
- Генерал-полковник (17.11.1943)